# 한환진
한환진(1916년 2월 2일 ~ 2008년 3월 5일)은 평안남도 평남에서 태어나 일본 1941년 동경 제국대 법학부를 졸업하고 대학원에서 형사학을 연구하였으며 조지워싱턴대를 헌법을 연수하다가 1942년 일본 고등문관시험 사법과에 합격해 해방이후인 1945년 평양지방법원 판사에 임용되어 서울고등법원 판사와 부장판사, 1958년 대구지방법원장을 거쳐 1959년부터 1961년 대법원 판사를 지내다가 변호사 개업한 법조인이다. 형제인 한정진이 서울지법 성동지원에서 부장판사로 재직하고 있던 1973년에 박정희 대통령에 의해 대법원 판사에 다시 임용되어 1981년 1월 31일 정년 퇴직하였다. 공직에서 퇴직하면서 "우리 국민전체에 얼마나 이익을 주나 .. 최대다수의 최대행복이 어디에 있는가 법익의 혜택을 못받는 사람들의 반사적 손해는 어떻게 극소화하나 이런 것들이 판결의 기준이 돼야 합니다"고 밝히면서 종교적 양심으로 징병에 응하지 않은 무하마드 알리에 대해 "알리의 종교적 양심을 부정할 근거가 없다"며 무죄선고를 했던 "윌리엄 더글러스 대법관을 본받을만하다"고 했다. 또, "법리상 타당성만이 아닌 현실과 조화될 때 예술품 같은 판결이 나온다"고 말한 한환진은 가장 기억에 남는 판결로 임영신 박사의 독직 상고심 사건에서 무죄를 주장해 관철시킨 것을 꼽았다.